# Вулф, Эндрю
Эндрю Вулф (англ. Andrew Wolfe; 20 мая 1995 года, Калгари) — канадский фигурист, выступавший в парном катании. В паре с Камиль Рюэ становился бронзовым призёром чемпионата Канады (2019) и участником чемпионата мира (2018).
По состоянию на 11 февраля 2019 года Рюэ и Вулф занимали двадцать третье место в рейтинге Международного союза конькобежцев.

## Карьера

### Ранние годы
Вулф начал учиться кататься на коньках в 2003 году. Вместе с Кортни Баай он занял десятое место в танцах на льду в категории новисов на чемпионате Канады 2011 года. В сезоне 2013-2014 Эндрю стал седьмым на чемпионате Канады среди юниоров в мужском одиночном катании.
В мае 2014 года Вулф перешёл в парное катание и объединился с Наташей Пурич. Они заняли четвёртое место на турнире серии Челленджер Autumn Classic International 2014, шестое место на этапе Гран-при Cup of China 2014 и шестое место на чемпионате Канады 2015 года. Их тренировали Ришар Готье и Бруно Маркотт в Монреале.

### Начало выступлений с Камиль Рюэ
Вулф встал в пару с Камиль Рюэ в сентябре 2015 года. Они тренировались, но в сезоне 2015-2016 участие в соревнованиях не принимали.
Международный дебют пары состоялся на турнире серии Челленджер Autumn Classic International 2016, на котором они остановились в шаге от пьедестала. В ноябре 2016 года Рюэ / Вулф выступили на своём первом этапе Гран-при Rostelecom Cup 2016, заняв шестое место. В январе 2017 года на своём дебютном чемпионате Канады пара вошла в пятёрку лучших.

### 2017/2018
Следующий сезон пара начала на турнире серии Челленджер Nebelhorn Trophy 2017. По итогам соревнований фигуристы из Канады замкнули десятку. На национальном чемпионате Камиль и Эндрю стали шестыми. Учитывая, что чемпионат четырёх континентов проходил за две недели до Олимпийских игр канадская федерация на него отправила второй состав. На самом турнире канадцы финишировали на седьмом месте. В марте 2018 года пара поехала на чемпионат мира, так как лидеры канадской сборной Меган Дюамель и Эрик Рэдфорд завершили свою спортивную карьеру. На турнире Камиль и Эндрю не смогли попасть в произвольную программу, став лишь восемнадцатыми.

### 2018/2019
Новый сезон пара начала на турнире U.S. International Figure Skating Classic. По итогам соревнований спортсмены смогли войти в пятёрку лучших. Впервые в карьере Рюэ / Вулф получили сразу два этапа Гран-при: Skate Canada 2018 и Internationaux de France 2018. Дома фигуристы выступили не совсем удачно, замкнув турнирную таблицу. На французском этапе Камиль и Эндрю выступили лучше: пара стала пятой и установила новые личные достижения во всех видах программы.
На чемпионате Канады, который прошёл в середине января 2019 года, пара выступила хорошо. По итогам турнира они впервые завоевали бронзовые медали, что дало им путёвку на чемпионат четырёх континентов. На турнире пара заняла последнее восьмое место.
В мае 2021 года Рюэ и Вулф объявили о завершении соревновательной карьеры. Камиль сообщила, что решение связано с проблемами со здоровьем. У неё был диагностирован остеоартроз на поздней стадии, в связи с чем, Камиль предстоит операция по замене тазобедренного сустава.

## Программы
(с Камиль Рюэ)
| Сезон     | Короткая программа                                                                        | Произвольная программа                                                |
| --------- | ----------------------------------------------------------------------------------------- | --------------------------------------------------------------------- |
| 2018-2019 | - Wild Horses (Unplugged) в исполнении Алиша Киз & Адам Левин хореография Жюли Маркотт    | - Turning Page Sleeping at Last хореография Жюли Маркотт              |
| 2017–2018 | - Oblivion Астор Пьяццолла в исполнении Marisa Lemcke хореография Жюли Маркотт            | - Earth Song Майкл Джексон - Home Арман Амар хореография Жюли Маркотт |
| 2016–2017 | - Something в исполнении Джим Стерджесс - Kinetic Love Karl Hugo хореография Жюли Маркотт | - Earth Song Майкл Джексон - Home Арман Амар хореография Жюли Маркотт |

(с Наташей Пурич)
| Сезон     | Короткая программа                       | Произвольная программа |
| --------- | ---------------------------------------- | --- |
| 2014-2015 | - Three Hours Past Midnight Колин Джеймс | - Артист (фильм) Людовик Бурс - The Artist Ouverture - At the Kinograph Studios - Waltz for Peppy - Comme une rosee des larmes - My Suicide 03. 29. 1967 |

## Результаты
(с Камиль Рюэ)
| Соревнование      | 16/17         | 17/18         | 18/19         | 19/20         |
| Международные     | Международные | Международные | Международные | Международные |
| ----------------- | ------------- | ------------- | ------------- | ------------- |
| Чемпионат мира    |               | 18            |               |               |
| Четыре континента |               | 7             | 8             |               |
| Гран-при России   | 6             |               |               |               |
| Гран-при Канады   |               |               | 8             |               |
| Гран-при США      |               |               |               | 6             |
| Гран-при Франции  |               |               | 5             | 6             |
| U.S. Classic      |               |               | 5             | 7             |
| Nebelhorn Trophy  |               | 10            |               |               |
| Autumn Classic    | 4             |               |               |               |
| Национальные      |               |               |               |               |
| Чемпионат Канады  | 5             | 6             | 3             |               |

(с Наташей Пурич)
| Гран-при Китая   | 6 |
| Autumn Classic   | 4 |
| Национальные     |   |
| Чемпионат Канады | 6 |